# Fälltjärnen (Degerfors socken, Västerbotten, 713026-166538)
Fälltjärnen är en sjö i Vindelns kommun i Västerbotten och ingår i Umeälvens huvudavrinningsområde. Sjön har en area på 0,0585 kvadratkilometer och ligger 282,3 meter över havet. Sjön avvattnas av vattendraget Kvarnbäcken.

## Delavrinningsområde
Fälltjärnen ingår i det delavrinningsområde (713126-166903) som SMHI kallar för Mynnar i Umeälvens vattendragsyta. Medelhöjden är 283 meter över havet och ytan är 14,34 kvadratkilometer. Det finns inga avrinningsområden uppströms utan avrinningsområdet är högsta punkten. Kvarnbäcken som avvattnar avrinningsområdet har biflödesordning 2, vilket innebär att vattnet flödar genom totalt 2 vattendrag innan det når havet efter 94 kilometer. Avrinningsområdet består mestadels av skog (85 procent). Avrinningsområdet har 0,39 kvadratkilometer vattenytor vilket ger det en sjöprocent på 2,7 procent.